# Château de Malves-en-Minervois
Le château de Malves-en-Minervois est un château situé à Malves-en-Minervois, en France.

## Localisation
Le château est situé sur la commune de Malves-en-Minervois, dans le département français de l'Aude.

## Historique
L'édifice est classé partiellement au titre des monuments historiques en 1989 (Décor peint du château ainsi distribué : étage de comble : petite salle méridionale avec plafonds et murs peints représentant La Dispute d'Ulysse et d'Ajax et le Festin des Dieux ; tour Sud-Ouest : éléments réassemblés d'un plafond peint) et inscrit partiellement en 1989 (Château -sauf décor classé-, y compris la cheminée Renaissance en bois sculpté et les deux dalles commémoratives de 1724) : le château est protégée totalement. Précédemment l'édifice avait déjà été inscrit partiellement en 1927, 1928 et 1986.

## Galerie

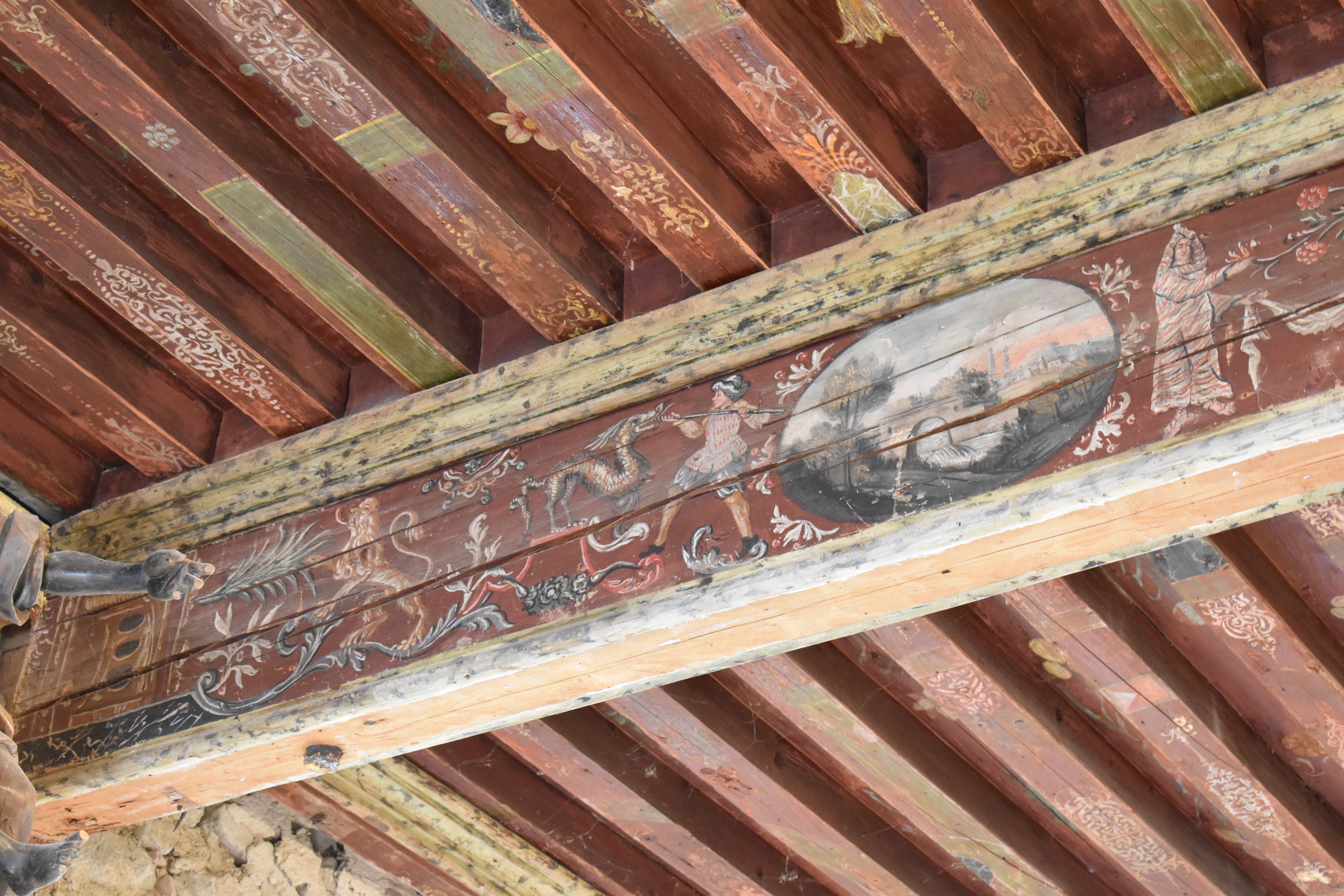
Détail d'un plafond peint du premier étage.
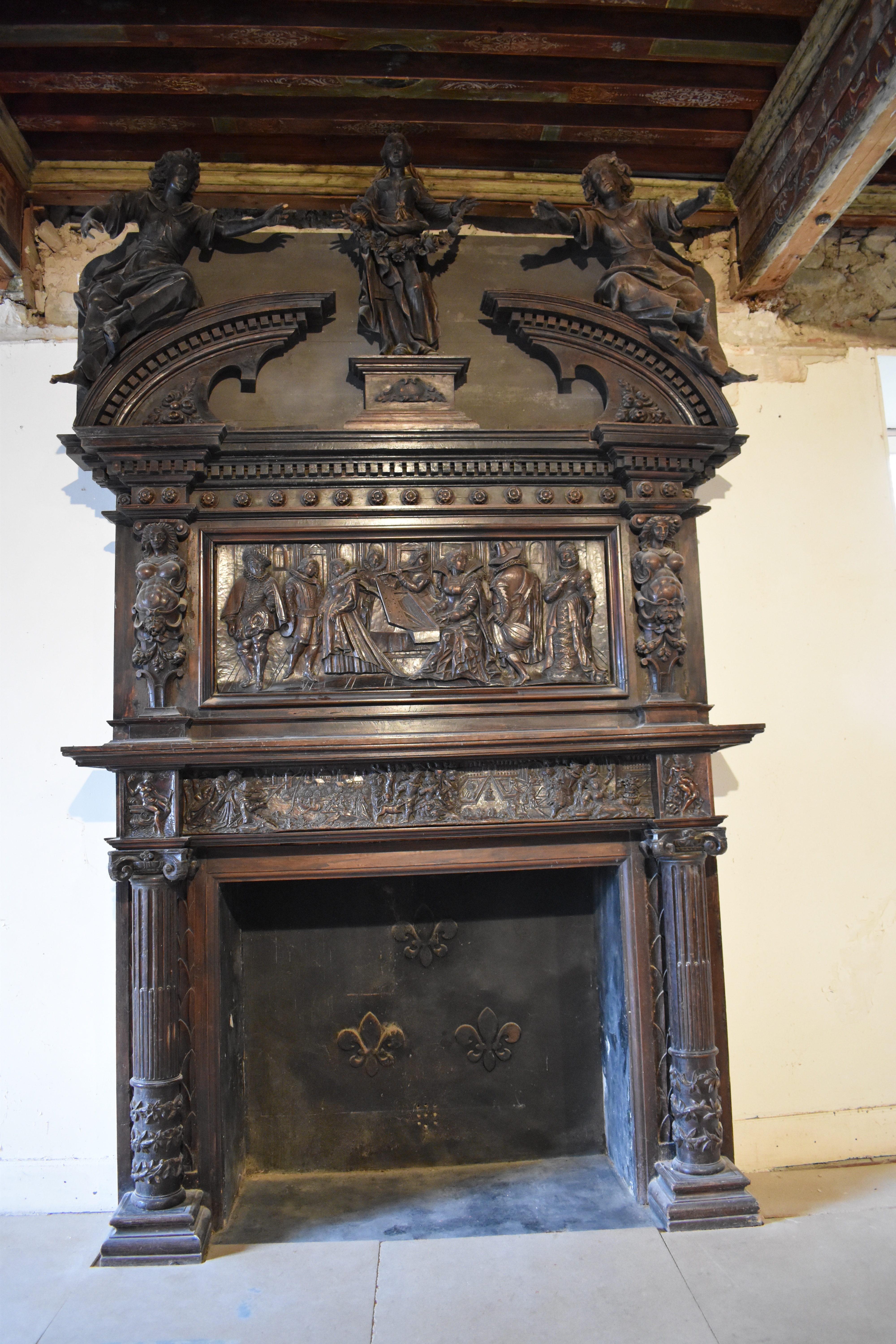
Cheminée Renaissance en bois.
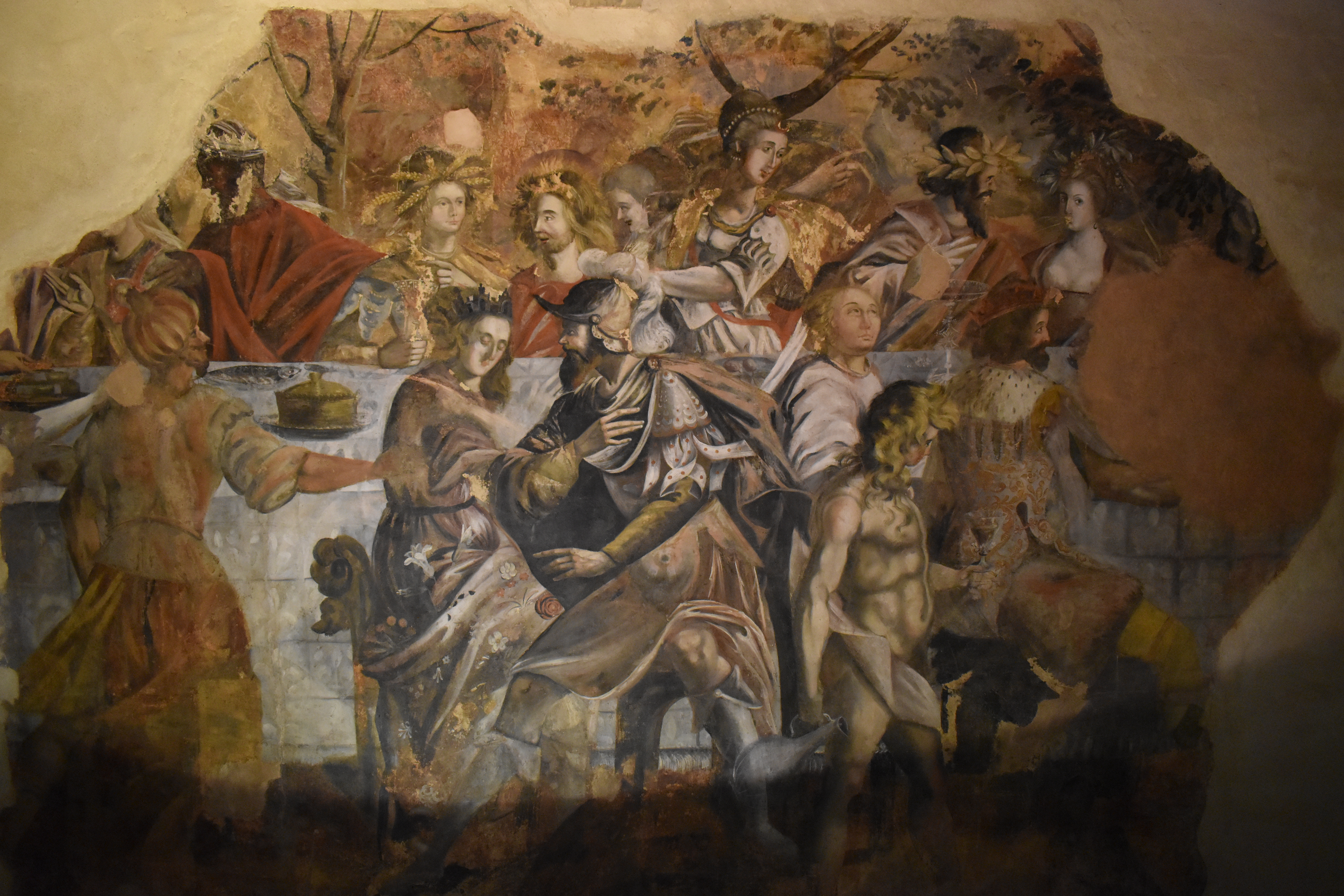
Festin des Dieux (fin XVIe siècle)
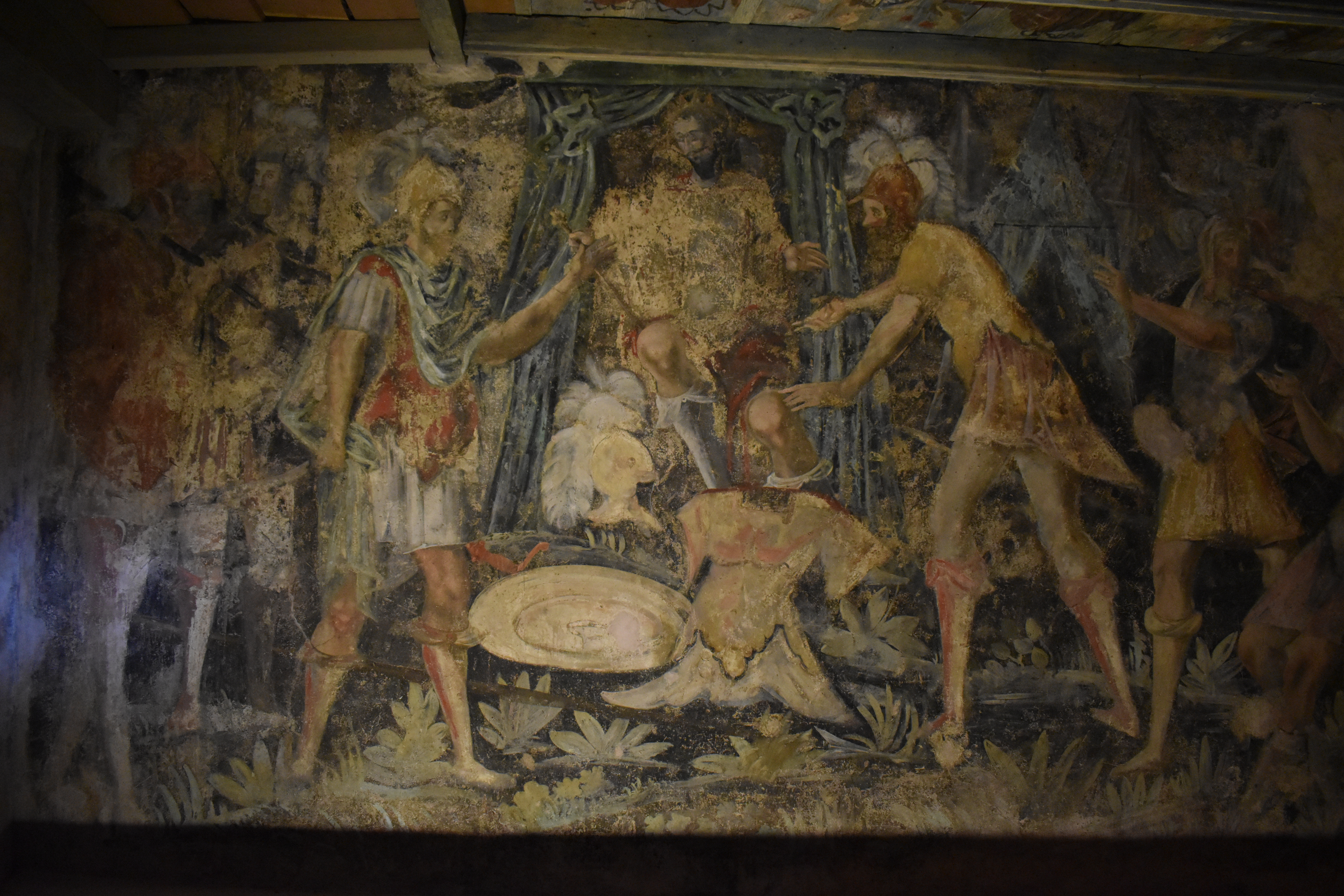
La Dispute d'Ulysse et d'Ajax.